# NGC 4873
NGC 4873 é uma galáxia lenticular (S0) localizada na direcção da constelação de Coma Berenices. Possui uma declinação de +27° 59' 00" e uma ascensão recta de 12 horas, 59 minutos e 32,9 segundos.
A galáxia NGC 4873 foi descoberta em 10 de Maio de 1863 por Heinrich Louis d'Arrest.